# 上川郡 (天塩国)
- 令制国一覧 > 北海道 (令制) > 天塩国 > 上川郡 (天塩国)
- 日本 > 北海道 > 上川総合振興局 > 上川郡 (天塩国)

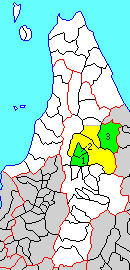
北海道天塩国上川郡の位置（1.和寒町 2.剣淵町 3.下川町 黄：明治期）

上川郡（かみかわぐん）は、北海道（天塩国）上川総合振興局の郡。
人口8,292人、面積1,000.64km²、人口密度8.29人/km²。（2025年6月30日、住民基本台帳人口）
以下の3町を含む。
- 和寒町（わっさむちょう）
- 剣淵町（けんぶちちょう）
- 下川町（しもかわちょう）

## 郡域
1879年（明治12年）に行政区画として発足した当時の郡域は、上記3町に士別市および名寄市の大部分（智恵文を除く）を加えた区域にあたる。
郡名は天塩川の上流部にあたることから命名。南に隣接する石狩国上川郡とは塩狩峠で境界を成している。

## 歴史

### 郡発足までの沿革
江戸時代の上川郡域は西蝦夷地に属し、松前藩によって開かれていたテシホ場所に含まれた。江戸時代後期になると文化4年南下政策を強力に進めるロシアの脅威に備え、上川郡域は天領とされた。文政4年には一旦松前藩領に復したものの、安政2年再び天領となり庄内藩が警固を行い、同6年の6藩分領以降は庄内藩領となっていた。
戊辰戦争（箱館戦争）終結直後の1869年8月15日、大宝律令の国郡里制を踏襲して上川郡が置かれた。

### 郡発足以降の沿革
- 明治2年

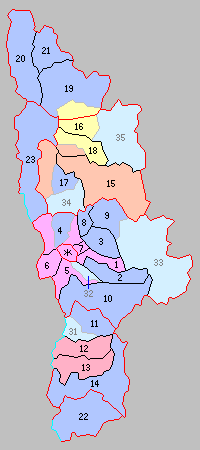
北海道一・二級町村制施行時の天塩国上川郡の町村（15.士別村 16.上名寄村 17.剣淵村 18.多寄村 橙：士別市 黄：名寄市 青：区域が発足時と同じ町村および合併を経ていない町村 水色：分立して現存する町村 34.和寒村 35.下川村）

  - 8月15日（1869年9月20日） - 北海道で国郡里制が施行され、天塩国および上川郡が設置される。開拓使が管轄。
  - 8月17日（1869年9月22日） - 水戸藩の管轄となる（北海道の分領支配）。
- 明治4年8月20日（1871年10月4日） - 再び開拓使の管轄となる。
- 明治5年
  - 4月9日（1872年5月15日） - 全国一律に戸長・副戸長を設置（大区小区制）。
  - 10月10日（1872年11月10日） - 4月に設置された区を大区と改称し、その下に旧来の町村をいくつかまとめて小区を設置（大区小区制）。
- 明治9年（1876年）9月 - 従来開拓使において随意定めた大小区画を廃し、新たに全道を30の大区に分ち、大区の下に166の小区を設けた。

- 第29大区
  - 1小区

- 明治12年（1879年）7月23日 - 郡区町村編制法の北海道での施行により、行政区画としての上川郡が発足。
- 明治13年（1880年）3月 - 留萌郡外六郡役所（留萌天塩中川上川苫前増毛郡役所）の管轄となる。
- 明治14年（1881年）7月 - 増毛郡外六郡役所（増毛留萌天塩中川上川苫前郡役所）の管轄となる。
- 明治15年（1882年）2月8日 - 廃使置県により札幌県の管轄となる。
- 明治19年（1886年）1月26日 - 廃県置庁により北海道庁札幌本庁の管轄となる。
- 明治30年（1897年）
  - 6月 - 剣淵村、士別村、多寄村、上名寄村が設置され、天塩国上川郡戸長役場が管轄。
  - 11月5日 - 郡役所が廃止され、増毛支庁の管轄となる。
- 明治32年（1899年）5月20日 - 上川支庁の管轄となり、剣淵村外三ヶ村（士別村・多寄村・上名寄村）戸長役場を設置。
- 明治39年（1906年）4月1日 - 北海道二級町村制の施行により、士別村、剣淵村（いずれも二級村、単独村制）が発足。（2村）
- 明治42年（1909年）4月1日 - 北海道二級町村制の施行により、多寄村、上名寄村（いずれも二級村、単独村制）が発足。（4村）
- 大正2年（1913年）4月1日 - 士別村の一部（上士別）が分立して上士別村（二級村）が発足。（5村）
- 大正4年（1915年）
  - 4月1日
    - 剣淵村の一部（和寒原野・ペオッペ原野）が分立して和寒村（二級村）が発足。（6村）
    - 士別村・上名寄村が北海道一級町村制を施行。

  - 11月1日（2町4村）
    - 士別村が北海道一級町村制・町制を施行して士別町（一級町）となる。
    - 上名寄村が改称・北海道一級町村制を施行して名寄町（一級町）となる。
- 大正12年（1923年）4月1日 - 上士別村が北海道一級町村制を施行。
- 大正13年（1924年）
  - 1月1日 - 名寄町の一部（名寄原野11線以東）が分立して下川村（二級村）が発足。（2町5村）
  - 4月1日 - 多寄村が北海道一級町村制を施行。
- 昭和2年（1927年）10月1日 - 剣淵村の一部が分立して温根別村（二級村）が発足。（2町6村）
- 昭和13年（1938年）
  - 2月6日 - 多寄村が改称して風連村（一級村）となる。
  - 4月1日 - 風連村の一部（上多寄原野・上タヨロマ・上タヨロマ原野・上多寄）が分立して多寄村（一級村）が発足。（2町7村）
- 昭和18年（1943年）6月1日 - 北海道一・二級町村制が廃止され、北海道で町村制を施行。二級町村は指定町村となる。
- 昭和21年（1946年）10月5日 - 指定町村を廃止。
- 昭和22年（1947年）5月3日 - 地方自治法の施行により北海道上川支庁の管轄となる。
- 昭和24年（1949年）
  - 8月20日 - 上士別村の一部（字奥士別）が分立して朝日村が発足。（2町8村）
  - 12月1日 - 下川村が町制施行して下川町となる。（3町7村）
- 昭和27年（1952年）1月1日 - 和寒村が町制施行して和寒町となる。（4町6村）
- 昭和28年（1953年）8月1日 - 風連村が町制施行して風連町となる。（5町5村）
- 昭和29年（1954年）
  - 7月1日 - 士別町・上士別村・多寄村・温根別村が合併して士別市が発足し、郡より離脱。（4町2村）
  - 8月1日 - 名寄町が中川郡智恵文村と合併し、改めて名寄町が発足。
- 昭和31年（1956年）4月1日 - 名寄町が市制施行して名寄市となり、郡より離脱。（3町2村）
- 昭和37年（1962年）1月1日（5町）
  - 剣淵村が町制施行して剣淵町となる。
  - 朝日村が町制施行して朝日町となる。
- 平成17年（2005年）9月1日 - 朝日町が士別市と合併し、改めて士別市が発足、郡より離脱。（4町）
- 平成18年（2006年）3月27日 - 風連町が名寄市と合併し、改めて名寄市が発足、郡より離脱。（3町）
- 平成22年（2010年）4月1日 - 上川支庁が廃止され、上川総合振興局の管轄となる。